# Сукре (грошова одиниця)

Мапа країн АЛБА

Су́кре (ісп. Sucre, Sistema Único de Compensación Regional — єдина система регіональних взаєморозрахунків) — спільна грошова одиниця організації Боліварського Альянсу для народів нашої Америки (АЛБА).

## Створення
Грошова одиниця введена в обіг спільним рішенням голів держав та урядів країн АЛБА та Еквадору у листопаді 2008 року і, починаючи із 1 січня 2010 року використовується при взаємних розрахунках.

## Використання
1 березня 2013 року Нікарагуа стала ще однією країною Латинської Америки, що почала використовувати для взаєморозрахунків з партнерами умовну грошову одиницю країн Боліваріанського альянсу народів нашої Америки (АЛБА) — сукре, в результаті трьох фінансових операцій венесуельські контрагенти закупили в Нікарагуа 500 тонн чорної квасолі, стільки ж тонн масла і 1,5 тисячі тонн цукру.